# Anisodontea
 (avril 2018).
Si vous disposez d'ouvrages ou d'articles de référence ou si vous connaissez des sites web de qualité traitant du thème abordé ici, merci de compléter l'article en donnant les références utiles à sa vérifiabilité et en les liant à la section « Notes et références ».
Genre
Classification phylogénétique
Anisodontea est un genre comprenant 22 espèces d'arbustes et d'arbrisseaux indigènes de l'Afrique du Sud, appartenant à la famille des malvacées.

## Description
Les Anisodonteas sont à feuillage persistant, la plupart des feuilles dentées peuvent être lobées, palmées  ou elliptiques. Les fleurs sont à 5 pétales. Elles prospèrent dans les climats tempérés froids.

## Étymologie
Son nom vient du grec ἄνισος, anisos qui signifie « inégal » et de ὀδούς odous, génitif ὀδόντος, odontos qui signifie « dents » faisant allusion à ses feuilles à lobes inégaux.

## Culture
Pour plusieurs espèces, les graines doivent être semées au printemps.

## Espèces
Le genre Anisodontea comprend 22 espèces :
| - Anisodontea alexandrii - Anisodontea anomala - Anisodontea biflora - Anisodontea bryoniifolia - Anisodontea capensis - Anisodontea dissecta - Anisodontea dregeana - Anisodontea elegans - Anisodontea erubescens - Anisodontea fruticosa - Anisodontea gracilis | - Anisodontea × hypomadarum - Anisodontea julii - Anisodontea malvastroides - Anisodontea procumbens - Anisodontea pseudocapensis - Anisodontea racemosa - Anisodontea reflexa - Anisodontea scabrosa - Anisodontea setosa - Anisodontea theronii - Anisodontea triloba |